# 앰버 스티븐스
앰버 스티븐스(Amber Stevens, 1986년 10월 7일 ~ )는 미국의 배우, 모델이다.